# Pseudolambrus sandrockii
Pseudolambrus sandrockii is een krabbensoort uit de familie van de Parthenopidae. De wetenschappelijke naam van de soort is voor het eerst geldig gepubliceerd in 1879 door Haswell.